# Živinice (Federación de Bosnia-Herzegovina)
Živinice es una municipalidad y localidad de Bosnia y Herzegovina. Se encuentra en el cantón de Tuzla, dentro del territorio de la Federación de Bosnia y Herzegovina. La capital de la municipalidad de Živinice es la localidad homónima.

## Localidades
La municipalidad de Živinice se encuentra subdividida en las siguientes localidades:
- Bašigovci
- Brnjica (Živinice)
- Djedino
- Dubrave Donje
- Dubrave Gornje
- Dunajevići
- Đurđevik
- Gračanica (Živinice)
- Kovači
- Kršići
- Kuljan
- Lukavica Donja
- Lukavica Gornja
- Odorovići
- Priluk
- Šerići
- Spreča
- Suha
- Svojat
- Tupković Donji
- Tupković Gornji
- Višća Donja
- Višća Gornja
- Vrnojevići
- Zelenika (Živinice)
- Živinice Donje
- Živinice Gornje
- Živinice Grad
- Zukići

## Demografía
En el año 2009 la población de la municipalidad de Vareš era de 54 926 habitantes. La superficie del municipio es de 291 kilómetros cuadrados, con lo que la densidad de población era de 189 habitantes por kilómetro cuadrado.